# Haule
Haule est un village situé dans la commune néerlandaise d'Ooststellingwerf, dans la province de la Frise. Le 1er janvier 2008, le village comptait 629 habitants.